# Cascades Amicalola
Les cascades Amicalola són unes cascades de 222 m d'altura del rierol Amicalola, al comtat de Dawson, Geòrgia (Estats Units). Són les cascades més altes de Geòrgia i es consideren una de les «Set meravelles naturals de Geòrgia».
El nom «Amicalola» es deriva d'una paraula de la llengua cherokee que significa «caiguda d'aigües».
Les cascades són la principal atracció turística del Parc estatal Amicalola Falls.

## Galeria d'imatges

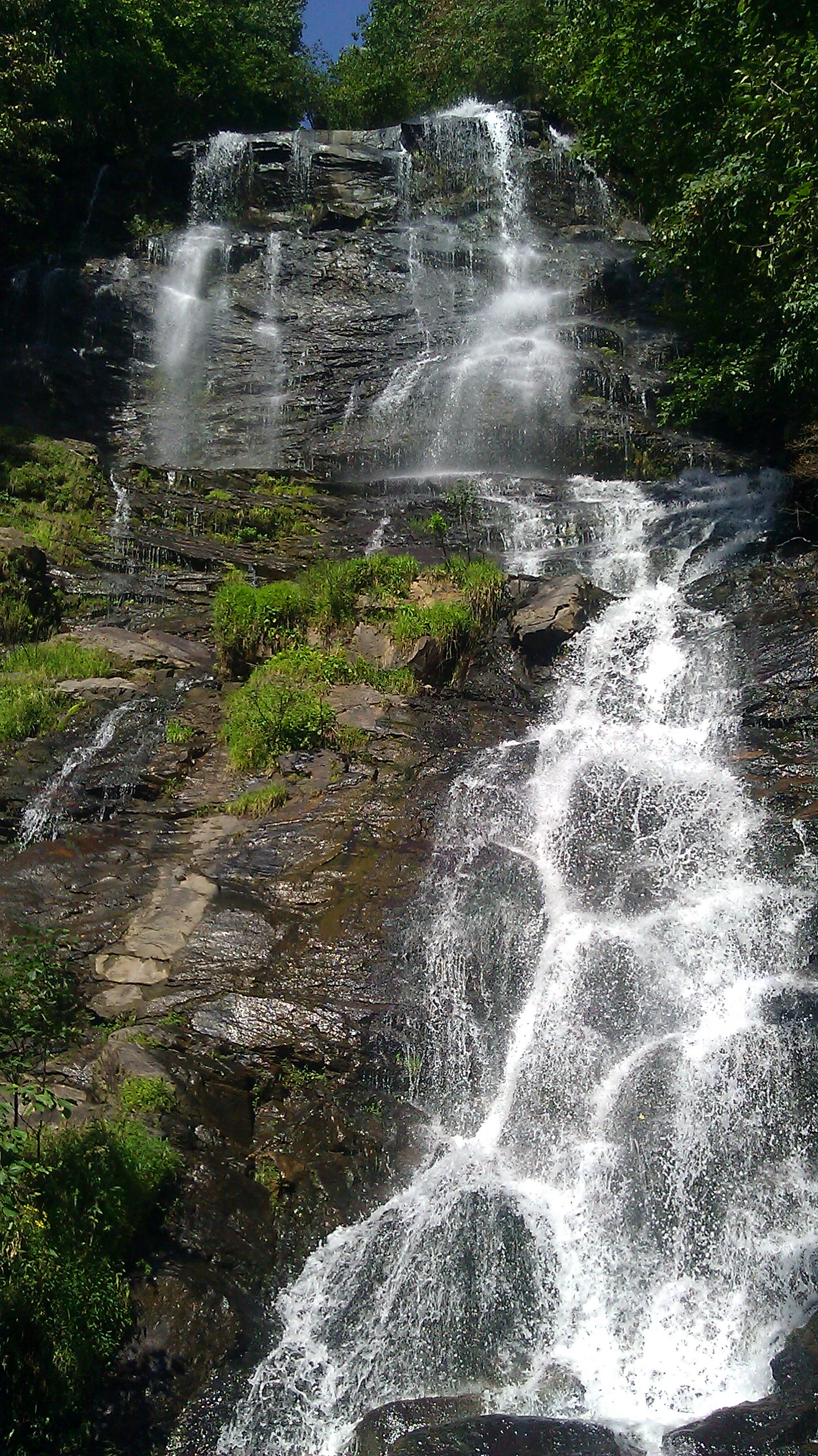
Cascada principal
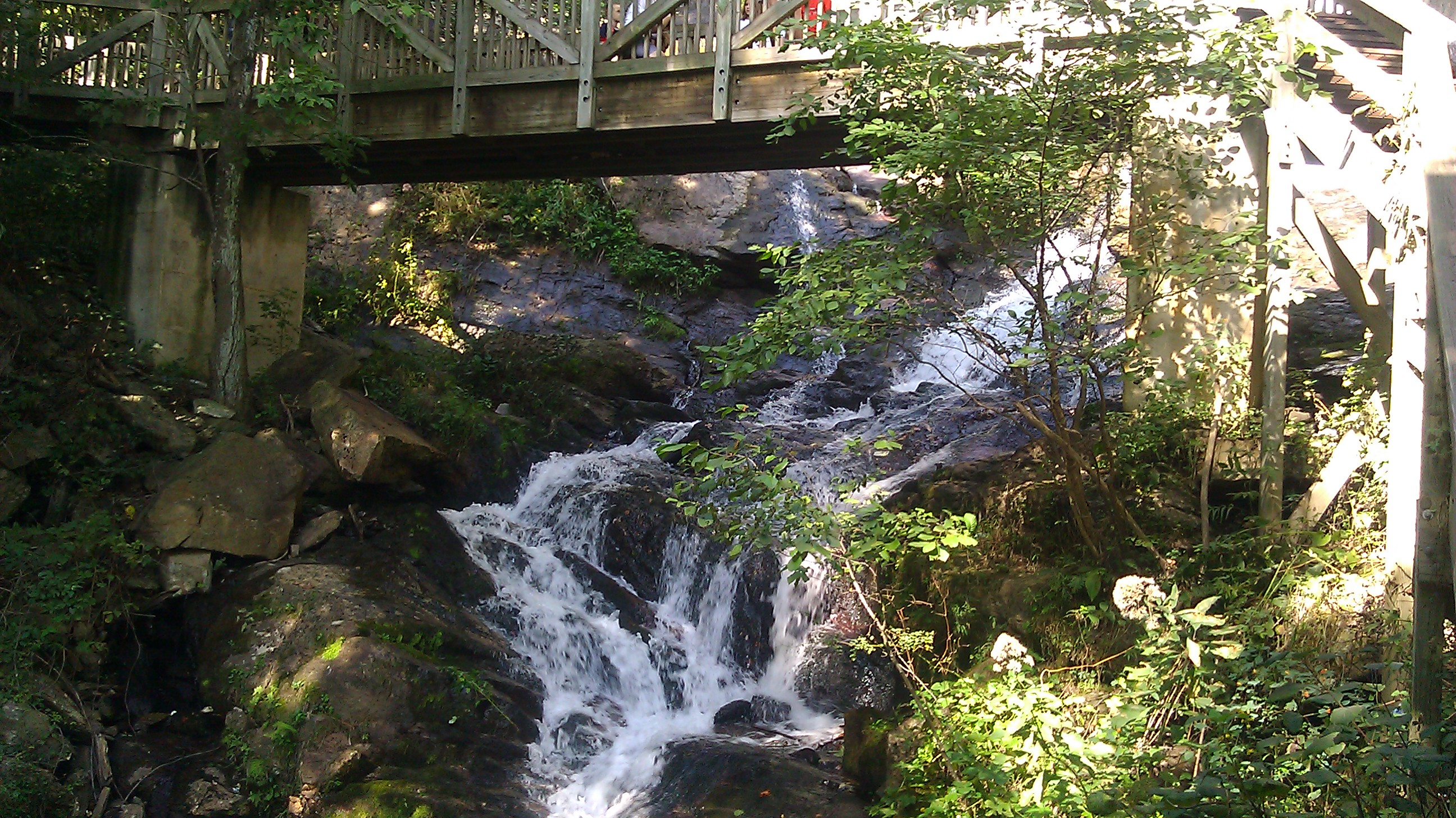
Cascada inferior
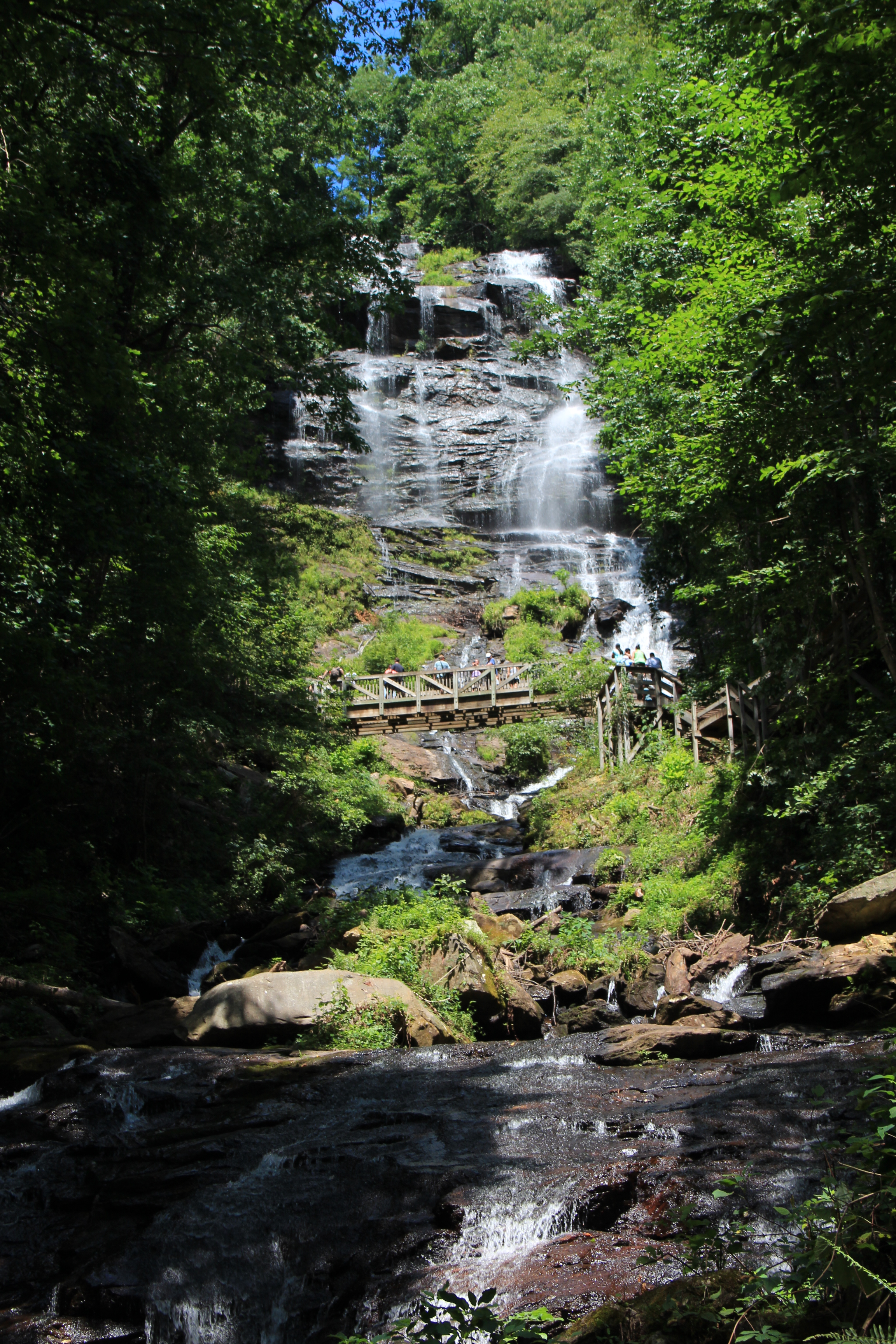
Vista de primer pla